# Výrobní informační systém
Výrobní informační systémy (manufacturing execution systems, MES) jsou takové systémy, které tvoří vazbu mezi podnikovými informačními systémy (např. typu ERP) a systémy pro automatizaci výroby (technologických procesů). Během celé historie vývoje těchto systémů bylo definováno několik hlavních aktivit, které tyto systémy zabezpečují. Několik vybraných je popsáno níže.

## Historie
Počátkem osmdesátých let 20. století se začaly tvořit první koncepty definice MES systému. Ty vycházely z prvních systémů sběru výrobních dat. Následným vývojem těchto systémů v průběhu devadesátých let docházelo k rozšiřování funkcionalit a jejich překryvu s ostatními systémy. To vedlo organizaci MESA (Manufacturing Enteprise Solutions Assosiation) k vytvoření prvního MES funkcionálního modelu, který definoval základních 11 oblastí. Následně vydaný standard ANSI/ISA-95 situuje MES systém do tzv. „úrovně 3“ mezi ERP systém (na „úrovni 4“) a procesní řízení (na „úrovni 0,1,2“). Tento standard dále definuje aktivity na úrovni 3 do čtyř základních oblastí a to: Výroba, Kvalita, Logistika, Údržba.

## Základní funkcionality MES systémů
Správa výrobních zdrojů
Zajišťuje přidělování a sledování zdrojů a kapacit potřebných pro výrobní proces. Těmito zdroji mohou např. být osoby, materiál, zařízení, nástroje, energie apod. Tato informace je založena na aktuálním stavu a budoucích rezervacích těchto zdrojů. Dále zajišťuje informaci o dostupnosti zdroje pro přiřazené úkoly a požadované kvalifikaci (např. školení).
Správa výrobních postupů
Zahrnuje evidenci, správu verzí a výměnu kmenových dat s okolními systémy, jako jsou výrobní pravidla finálních výrobků, kusovník materiálů, výrobní zdroje atd. Všechny tyto informace slouží k definici popisující tvorbu finálního produktu. Správa výrobních postupů může být součástí PLM (Product Lifecycle Managementu).
Detailní plánování výroby
Plánování výroby je kritickou součástí výroby a stejně tak je důležitou součástí výrobních informačních systémů. Existuje mnoho různých přístupů k plánování výroby, jako např. dopředné a zpětné plánování výroby, plánování založené na jednoduchých algoritmech vycházejících pouze z priorit jednotlivých zakázek, anebo velmi komplexní plánování založené na genetických algoritmech. Výsledkem plánování výroby je tzv. fronta práce definující pořadí, v jakém se budou na výrobním zdroji zpracovávat jednotlivé výrobní příkazy. Tato fronta práce je samozřejmě tvořena s důrazem na eliminaci zbytečného seřizování strojů, spotřeby energie, prostojů atd.
Dispečerské řízení
Dispečerské řízení je definováno jako souhrn aktivit řídicích tok výroby přiřazováním práce jednotlivým zařízením a osobám, zajišťování potřebného množství surovin a energie, sledování aktuálního stavu výroby, operativní řešení výpadků atd. Finální rozsah dispečerského řízení je závislý na rozsahu aktivit zajišťovaných detailním plánováním.
Řízení výroby
Zajišťuje aktivity, které řídí výrobu specifikovanou v naplánované a uvolněné výrobě (fronta práce). Jestliže je samotné řízení výroby zabezpečeno v řídicím systému, výrobní informační systém zajišťuje kontroly zdrojů a informuje okolní systémy o aktuálním stavu výroby (odvody práce, zabezpečení kontrolních kroků výroby, atd.). Řízení výroby v MES systémech je velmi důležité vzhledem k propojení s ERP systémy a případným online zpřístupněním informací o rozpracované výrobě.
Sběr dat
Zajišťuje sběr a historizaci procesních a výrobních dat, stavů zařízení apod. Sběr výrobních dat může být v každém typu výroby velmi různorodý. Od velmi jednoduchých výrob, kde dochází ke sběru pouze základních informací (jako je např. výrobní cyklus stroje) až po velmi automatizované výroby, kde dochází ke sběru tisíců hodnot každou minutu.
Sledování výrobků a jejich rodokmen
Je definováno jako souhrn aktivit zajišťujících shromažďování a poskytování informací o zdrojích (osoby, stroje…) aktuálně použitých pro výrobu finálního produktu, spotřebu materiálu, výrobu meziproduktu apod. Tato aktivita je velmi důležitá jak z důvodu legislativních požadavků, tak i z důvodů auditů, případně řešení reklamací.
Výkonnostní analýzy
Výkonnostní analýzy (neboli klíčové výkonnostní ukazatele – KPI) jsou výrobními podniky (a ne jen výrobními podniky) používány k vyhodnocování jejich úspěchu, případně k vyhodnocování úspěchu v jednotlivých oblastech celého výrobního procesu. Obecně lze říci, že pro každý podnik jsou důležité jiné ukazatelé v závislosti na jejich stanovené strategii. Asi nejznámějším ukazatelem z oblasti výroby je OEE (celková efektivita zařízení). Tento ukazatel se skládá z několika dílčích ukazatelů a udává hodnotu efektivního využívání výrobních zařízení.